# Ferrico-chelato reduttasi
La ferrico-chelato reduttasi è un enzima appartenente alla classe delle ossidoreduttasi, che catalizza la seguente reazione:
2 Fe(II) + NAD+ ⇄ 2 Fe(III) + NADH + H+
L'enzima è coinvolto nel trasporto del ferro attraverso le membrane plasmatiche delle piante.